# Riccardo Sbertoli
Riccardo Sbertoli (Milán, 23 de mayo de 1998) es un jugador profesional de voleibol italiano que juega como armador en el Trentino Volley y en la  selección italiana.

## Trayectoria

### Clubes
Empieza su carrera deportiva en las juveniles del Volley Segrate, equipo de la Ciudad metropolitana de Milán, debutando con el primer equipo en la temporada 2012/13.
En verano de 2015 con tan solo 17 anos ficha por el Powervolley Milano convirtiéndose en el jugador más joven del campeonato en aquella temporada. En mayo de 2021 conquista la Challenge Cup al derrotar en la doble final los turcos del Ziraat Ankara, primer título en la historia del club de Milán.
En la temporada 2021/22 se marcha al Trentino Volley por remplazar a Simone Giannelli y en octubre guía el equipo en el triunfo en la Supercopa italiana.

### Selección
Integrante de las categorías inferiores de la selección italiana, debuta con el primer equipo en verano de 2016. Participa a los Juegos Olímpicos de Tokio y en septiembre de 2021 se corona campeón de Europa debido a la victoria de Italia sobre Eslovenia en la final del Campeonato Europeo de 2021.

## Palmarés

### Clubes
- Challenge Cup (1): 2020/2021
- Supercopa de Italia (1): 2021

### Selección categorías inferiores
- Juegos Mediterráneos de 2018